# Чемпионат Европы по академической гребле 2017
Чемпионат Европы по академической гребле 2017 года прошёл с 26 по 28 мая в Рачице (Чехия). В нём приняли участие 533 гребца из 35 стран, которые разыграли комплекты наград в 18 дисциплинах.

## Медалисты

### Мужчины
| Дисциплина                | Золото | Время   | Серебро | Время   | Бронза | Время   |
| ------------------------- | --- | ------- | --- | ------- | --- | ------- |
| M1x (Одиночки)            | Чехия · Ондржей Сынек | 6:48,13 | Хорватия · Дамир Мартин | 6:50,02 | Беларусь · Станислав Щербаченя | 6:52,99 |
| M2x (Двойки парные)       | Италия · Филиппо Монделли · Лука Рамбальди | 6:20,92 | Польша · Мирослав Зентарский · Матеуш Бискуп | 6:22,10 | Швейцария Барнабе Деларз Роман Рёсли | 6:24,16 |
| M2− (Двойки распашные)    | Италия · Маттео Лодо · Джузеппе Вичино | 6:22,58 | Франция · Валантен Онфруа · Теофиль Онфруа | 6:25,96 | Сербия · Милош Васич · Ненад Беджик | 6:27,68 |
| M4x (Четвёрки парные)     | Литва · Довидас Немеравичюс · Мартинас Джяугис · Роландас Мащинскас · Ауримас Адомавичюс                                                                                    | 5:44,65 | Польша · Доминик Чая · Дариуш Радош · Виктор Хабель · Адам Виценчак | 5:48,02 | Италия · Романо Баттисти · Андреа Паницца · Джакомо Джентили · Эмануэле Фиуме                                                                                       | 5:49,13 |
| M4− (Четвёрки распашные)  | Италия · Марко Ди Костанцо · Джованни Абаньяле · Маттео Кастальдо · Доменико Монтроне                                                                                       | 5:54,52 | Румыния · Кристиан Ивашку · Влад-Драгош Айкобоаэ · Марьюс Козмьюк · Чипрьян Тудосэ | 5:56,07 | Россия · Александр Страдаев · Даниил Андриенко · Семён Яганов · Григорий Щулепов                                                                                    | 5:56,86 |
| M8+ (Восьмёрки)           | Германия · Йоханнес Вайсенфельд · Феликс Вимбергер · Максимилиан Планер · Торбен Йоханнесен · Якоб Шнайдер · Мальте Якшик · Рихард Шмидт · Ханнес Оцик · Мартин Зауэр (рул) | 5:28,03 | Польша · Збигнев Сходовский · Матеуш Виланговский · Рышард Аблевский · Роберт Фукс · Марцин Бжезинский · Бартош Модржинский · Миколай Бурда · Михал Шпаковский · Даниэль Трояновский (рул) | 5:30,91 | Нидерланды · Боаз Мейлинк · Кай Хендрикс · Тоне Витен · Рул Брас · Рубен Кнаб · Мехил Верслёйс · Роберт Люккен · Бьорн ван ден Энде · Дидерик ван Энгеленбург (рул) | 5:31,05 |
| Лёгкий вес                | |         | |         | |         |
| LM1x (Одиночки)           | Швейцария Михаэль Шмид | 6:51,72 | Венгрия · Петер Галамбош | 6:51,85 | Бельгия · Нильс Ван Зандвеге | 6:51,91 |
| LM2x (Двойки парные)      | Франция · Пьер Уэн · Жереми Азу | 6:17,67 | Ирландия · Гари О’Донован · Пол О’Донован | 6:20,06 | Италия · Стефано Оппо · Пьетро Рута | 6:20,36 |
| LM2− (Двойки распашные)   | Ирландия · Марк О’Донован · Шейн О’Дрискол | 6:32,34 | Россия · Никита Болозин · Алексей Кияшко | 6:34,74 | Италия · Джузеппе Ди Маре · Альфонсо Скальцоне | 6:34,89 |
| LM4− (Четвёрки распашные) | Россия · Максим Телицын · Александр Богдашин · Александр Чаукин · Алексей Викулин                                                                                           | 6:08,09 | Италия · Маттео Пинка · Мартино Горетти · Пьеро Сфилигой · Кателло Амаранте | 6:08,23 | Чехия · Ян Гайек · Ян Ветешник · Иржи Копач · Милан Виктора | 6:14,74 |

### Женщины
| Дисциплина               | Золото | Время   | Серебро | Время   | Бронза | Время   |
| ------------------------ | --- | ------- | --- | ------- | --- | ------- |
| W1x (Одиночки)           | Великобритания · Виктория Торнли | 7:34,23 | Беларусь · Екатерина Карстен | 7:34,92 | Германия · Аннекатрин Тиле | 7:35,79 |
| W2x (Двойки парные)      | Чехия · Кристина Фляйсснерова · Ленка Антошова | 7:04,75 | Нидерланды · Лиза Схенард · Марлус Ольденбург | 7:06,24 | Италия · Кири Тонтодонати · Стефания Гобби | 7:07,79 |
| W2− (Двойки распашные)   | Румыния · Мэдэлина Береш · Лаура Опря | 7:00,53 | Дания · Хедвиг Расмуссен · Кристина Йохансен | 7:04,36 | Великобритания · Карен Беннетт · Холли Нортон | 7:06,65 |
| W4x (Четвёрки парные)    | Германия · Даниэла Шульце · Шарлотта Райнхардт · Фрауке Хунделинг · Фрида Хеммерлинг                                                                                | 6:24,08 | Нидерланды · Оливия ван Ройн · Инге Янссен · Софи Сауэр · Николь Бёкерс                                                                                              | 6:25,63 | Великобритания · Бетани Брайан · Матильда Ходжкинс · Джессика Лейден · Холли Никсон                                                                                                   | 6:26,54 |
| W4− (Четвёрки распашные) | Румыния · Кристина Попеску · Алина-Лиджия Поп · Беатриче Парфение · Роксана Парашкану                                                                               | 6:51,64 | Польша · Моника Цячух · Йоанна Диттман · Анна Вежбовская · Мария Вежбовская                                                                                          | 6:55,32 | Нидерланды · Виллеке Воссен · Марлен Вербург · Аннемари Бернхард · Лисанн Брандсма | 6:59,23 |
| W8+ (Восьмёрки)          | Румыния · Йоана Врынчану · Вивиана Бежинариу · Михаэла Петрилэ · Дениса Тылвеску · Мэдэлина Береш · Юлиана Попа · Аделина Богуш · Лаура Опря · Даниэла Друнча (рул) | 6:10,35 | Нидерланды · Вероник Местер · Алетта Йорритсма · Кирстен Вилард · Лис Рустенбург · Йосе ван Вен · Имкье Клеверинг · Каролин Флорейн · Моника Ланц · Аэ-Ри Норт (рул) | 6:12,86 | Россия · Юлия Калиновская · Валентина Плаксина · Анна Аксёнова · Анна Карпова · Елена Орябинская · Анастасия Тиханова · Екатерина Потапова · Алевтина Савкина · Евгений Терехов1(рул) | 6:16,05 |
| Лёгкий вес               | |         | |         | |         |
| LW1x (Одиночки)          | Швеция · Эмма Фредх | 7:36,24 | Ирландия · Дениз Уолш | 7:38,00 | Швейцария Патрисия Мерц | 7:39,94 |
| LW2x (Двойки парные)     | Польша · Вероника Дереш · Мартина Миколайчак | 6:58,55 | Нидерланды · Марике Кейсер · Илсе Паулис | 7:02,56 | Великобритания · Кэтрин Коупленд · Эмили Крэйг | 7:03,02 |

↑ В феврале 2017 года на внеочередном конгрессе Международной федерации гребного спорта были утверждены изменения в правилах, которые позволили и в мужских и в женских соревнованиях заявлять в качестве рулевых спортсменов любого пола. 

## Командный зачёт
| Место | Страна         | Золото | Серебро | Бронза | Всего |
| ----- | -------------- | ------ | ------- | ------ | ----- |
| 1     | Италия         | 3      | 1       | 4      | 8     |
| 2     | Румыния        | 3      | 1       | 0      | 4     |
| 3     | Германия       | 2      | 0       | 1      | 3     |
| 3     | Чехия          | 2      | 0       | 1      | 3     |
| 5     | Польша         | 1      | 4       | 0      | 5     |
| 6     | Ирландия       | 1      | 2       | 0      | 3     |
| 7     | Россия         | 1      | 1       | 2      | 4     |
| 8     | Франция        | 1      | 1       | 0      | 2     |
| 9     | Великобритания | 1      | 0       | 3      | 4     |
| 10    | Швейцария      | 1      | 0       | 2      | 3     |
| 11    | Литва          | 1      | 0       | 0      | 1     |
| 11    | Швеция         | 1      | 0       | 0      | 1     |
| 13    | Нидерланды     | 0      | 4       | 2      | 6     |
| 14    | Беларусь       | 0      | 1       | 1      | 2     |
| 15    | Венгрия        | 0      | 1       | 0      | 1     |
| 15    | Дания          | 0      | 1       | 0      | 1     |
| 15    | Хорватия       | 0      | 1       | 0      | 1     |
| 18    | Бельгия        | 0      | 0       | 1      | 1     |
| 18    | Сербия         | 0      | 0       | 1      | 1     |
| Всего | Всего          | 18     | 18      | 18     | 54    |

 Страна — хозяйка соревнований